# Parafia Świętych Piotra i Pawła w Londynie (greckokatolicka)
Parafia Świętych Piotra i Pawła w Londynie – białoruskokatolicka parafia znajdująca się w Londynie, w Wielkiej Brytanii. Podlega pod ukraińskokatolicką eparchię Świętej Rodziny w Londynie.
Jedyna parafia obrządku bizantyjsko-białoruskiego w Wielkiej Brytanii.

## Historia
Białoruscy grekokatolicy pojawili się w Wielkiej Brytanii podczas II wojny światowej i byli żołnierzami Wojska Polskiego. Po wojnie ich liczba wzrosła, gdy zdemobilizowani żołnierze nie chcieli powrócić na Białoruś, która znalazła się w granicach Związku Sowieckiego. W 1947, za zgodą arcybiskupa westminsterskiego kard. Bernarda Griffina, powstała w Londynie Białoruska Misja Katolicka. Rok później w Marian House powstała białoruskokatolicka kaplica pw. Świętych Piotra i Pawła. Oprócz działalności duszpasterskiej misja stanowi centrum białoruskiej mniejszości w Wielkiej Brytanii. Istnieje przy niej m.in. Białoruska Biblioteka i Muzeum Franciszka Skaryny.
W latach 2013–2016 obok Marian House zbudowano wolnostojącą cerkiew św. Cyryla Turowskiego i Wszystkich Patronów Narodu Białoruskiego w Londynie. Kaplica pw. Świętych Piotra i Pawła nadal jest w użyciu.